# Правило безопасной гавани
Правило безопасной гавани (англ. Safe harbor) —  юридический принцип, согласно которому некоторые виды поведения не рассматриваются как нарушение более общего принципа или правила.
Правило безопасной гавани позволяет минимизировать риск неблагоприятных для лица правовых последствий при его добросовестном поведении.
Это правило используется в различных областях права, в том числе в налоговом законодательстве, в законах об охране окружающей среды, о рынке ценных бумаг, об авторском праве.
Например, налоговое законодательство США предусматривает уплату работодателями налога (социальных взносов) на фонд оплаты труда работников. Однако при выплатах независимым подрядчикам, работающим по гражданско-правовым договорам, компания не должна уплачивать этот налог. Правило безопасной гавани, действующее в данном случае, предусматривает, что компания не будет нести ответственности в случае, если налоговые органы признают тех, кому производились выплаты, работниками, а не независимыми подрядчиками, при условии что компания может продемонстрировать разумную основу для рассмотрения работников как независимых подрядчиков. 
Другим примером являются положения Закона об авторском праве в цифровую эпоху 1998 года, которые защищают поставщиков интернет-услуг от ответственности за нарушения авторских прав и другую незаконную деятельность своих клиентов. 